# Empoasca tuba
Empoasca tuba är en insektsart som beskrevs av Irena Dworakowska 1980. Empoasca tuba ingår i släktet Empoasca och familjen dvärgstritar. Inga underarter finns listade i Catalogue of Life.